# 媽閣至林茂塘時限性巴士專道
媽閣至林茂塘時限性巴士專道（葡萄牙語：Corredor exclusivo para transportes públicos entre a Barra e a Doca Lam Mau, em horários determinados），是澳門第三條公交專道，在2016年5月7日開始試行。

## 背景
媽閣至關閘沿內港的馬路為澳門半島重要的交通走廊，每天有約二十八萬人次在此搭乘巴士出行，佔全澳巴士搭車人次一半以上。面對日益增加的乘客，而路段狹窄，為落實巴士路權優先已刻不容緩。所以，經過評估同技術條件，政府提出媽閣至林茂塘時限性公交專道計劃。
透過巴士和私家車分開行駛，可以有條件幫巴士開加班次，從而減少市民搭乘巴士行走此路段的時間。

## 位置
專道分為三段，全長1.5公里：

## 實施
為讓駕駛者逐步適應新的交通安排，且保障措施可以順利實行，媽閣至林茂塘時限性巴士專道於2016年5月7日開始試行，首階段運作時間為星期六、日07:30-09:00、16:30-19:00，第二階段運作時間為每日07:30-09:00、16:30-19:00，在此時間段專道只准許巴士和緊急車輛行駛，其他車輛則可以繼續使用河邊新街現有之馬路開往媽閣方向，以及沿內港的比厘喇馬忌士街和爹美刁施拿地大馬路前往林茂塘一帶。